# 'Ndrina Cataldo
I Cataldo sono una potente 'ndrina di Locri, alleati dei Marafioti,  storici rivali dei Cordì con una fortissima presenza anche a Portigliola, Gerace e Antonimina.
Le attività illecite che conducono, sono traffico di droga e armi, infiltrazione nelle attività pubbliche e negli appalti.
I Cataldo hanno proiezioni anche nel resto d'Italia.

## Storia

### Anni '60 - '70 - '80 - '90
Fin dal 1967 nacquero dispute tra le due 'ndrine di Locri i Cataldo e i Cordì, allora dominavano i Cataldo e i Marafioti loro alleati.
Dopo la morte di Antonio Macrì nel 1975, il boss Giuseppe Cataldo si allea con Paolo De Stefano e partecipa alla costruzione del porto di Gioia Tauro e allo sfruttamento della cava di Limbadi dei Mancuso.
Dal 1993 reinizia la faida con i Cordì, giacché questi tentarono di uccidere in quell'estate Giuseppe Cataldo con una bomba a mano.
Alla fine degli anni '90 i Floccari si staccano dai Cataldo formando una 'ndrina a sé.
Negli anni '90 viene riconosciuto come mandante dell'omicidio di Antonio Macrì, Giuseppe Cataldo.
Nel 2005 vengono arrestati i capibastone Giuseppe e Antonio Cataldo.
- 31 ottobre 1997: operazione Primavera contro i Cataldo e i Cordì[2].

### Anni 2000
- Il 14 febbraio del 2005 viene ucciso Giuseppe Cataldo per mano dei Cordì.
- Il 31 maggio 2005 viene ucciso per vendetta da uomini dei Cataldo il boss Salvatore Cordì.[3]
- Il 20 dicembre 2005 vengono arrestate dalla polizia 6 persone presunte affiliate ai Cataldo, di cui due responsabili dell'omicidio del 31 maggio 2005 di Salvatore Cordì[4][5][6][7].
- Il 27 dicembre 2005 la polizia nell'operazione Progressivo 659 Dead arresta il capobastone Francesco Cataldo detto U professuri già sfuggito alla cattura il 20 dicembre accusato per due volte di associazione mafiosa.[7]
- Il 20 maggio 2008 vengono eseguite 48 ordinanze di custodia cautelare ad affiliati alle 'ndrine dei Cataldo, Marando e Sergi che gestivano un traffico di droga. I Sergi e i Marando importavano cocaina, marijuana e eroina dal Marocco e dalla Colombia mentre i Cataldo la immettevano nei mercati di Lombardia, Piemonte, Veneto ed Emilia-Romagna[8].
- Il 7 dicembre 2008 viene arrestato il boss Antonio Cataldo[9].
- Il 26 giugno 2009 nell'operazione vengono arrestate 50 persone presunte componenti di un traffico internazionale di droga, tra cui i Commisso e i Cataldo e vengono sequestrati più di una tonnellata di sostanze stupefacenti, in collaborazione vi era anche il clan camorristico dei Baratto[10]. Il presunto capo sarebbe Salvatore Femia, tra gli arresti c'è anche Giuseppe Zucco, vicino al capobastone Giuseppe Cataldo[11].

### Anni 2010
- Nel 2010 dopo ben oltre quarant'anni dall'omicidio di Domenico Cordì nel 1967 sembra si sia siglata una pace con i Cataldo[12].
- Il 27 giugno 2018 si conclude l'operazione Arma Cunctis della Direzione distrettuale antimafia che ha portato all'arresto di 38 persone presunte affiliate ai Cataldo e ai Commisso accusate a vario titolo di traffico di armi passante da Malta, dalla Sicilia e dalla Francia. Il sodalizio riforniva le altre 'ndrine[13].

## Esponenti di spicco
- Giuseppe Cataldo (1938 - 2011), capobastone, l'attentato alla sua persona nel 1993 riapre la faida di Locri, muore di morte naturale.
- Antonio Cataldo (1956), capobastone in carcere. È accusato di essere il mandante dell'omicidio del boss Salvatore Cordì[3].
- Antonio Cataldo (1964), capobastone arrestato. Fin da giovane fu responsabile di vari reati tra cui il danneggiamento, il porto illegale d'armi e l'estorsione. Fu arrestato nel 1991 nell'operazione Angelo e nel 1993 nell'operazione Zagara. Condannato al processo Greed a 30 anni di carcere per traffico di droga e associazione a delinquere. Dal 31 ottobre 2008 si diede alla latitanza. È stato ripreso il 7 dicembre dello stesso anno[9].
- Domenico Cataldo (1935 - 1998), ucciso nella faida di Locri[14].
- Vincenzo Cataldo (1946 - 1998), ucciso nella faida di Locri[14].
- Giuseppe Cataldo (1970 - 2005), nipote dell'omonimo Giuseppe Cataldo, ucciso nella faida di Locri[14].
- Francesco Cataldo.
- Alessandro Cataldo.